# Селище відділення № 2 радгоспу «Волго-Дон»
відділення № 2 радгоспу «Волго-Дон» (рос. отделения № 2 совхоза «Волго-Дон») — селище у Калачевському районі Волгоградської області Російської Федерації.
Населення становить 510 осіб. Входить до складу муніципального утворення Береславське сільське поселення.

## Історія
Селище розташоване у межах українського історичного та культурного регіону Жовтий Клин.
Згідно із законом від 20 січня 2005 року № 994-ОД органом місцевого самоврядування є Береславське сільське поселення.

## Населення
| 2010 |
| ---- |
| 510  |